# Orites myrtoidea
Orites myrtoidea là một loài thực vật có hoa trong họ Quắn hoa. Loài này được (Poepp. & Endl.) Engl. miêu tả khoa học đầu tiên năm 1889.